# Portret Gerdy
Portret Gerdy (niem. Bildnis Gerda) – obraz olejny niemieckiego ekspresjonisty Ernsta Ludwiga Kirchnera, namalowany w 1914 roku, obecnie w zbiorach Von der Heydt-Museum w Wuppertalu.

## Okoliczności powstania
Późną jesienią 1911 roku Kirchner pojechał do Berlina. Tym, co skłoniło go do tego wyjazdu była nie tylko siła przyciągająca wielkiego miasta, ale również zamiar założenia (wspólnie z Maxem Pechsteinem) szkoły malarstwa – Moderner Unterricht in Malerei–Institut. Jednym z tematów, który go wówczas pociągał był problem nowoczesnej kobiety w wielkim mieście. Artysta poszukiwał wtedy z Erichem Heckelem modelek do podróży na wyspę Fehmarn. W październiku 1911 roku poznał w Berlinie siostry-tancerki: Ernę i Gerdę Schilling. Obie tańczyły w lokalu, w którym występowała również przyjaciółka Heckela, Sidi. Erna była „miłą i zgrabną tancerką” – jak wspominał w pisanym w Davos pamiętniku – „i oboje szybko przypadliśmy sobie do gustu”. Erna stała się później jego partnerką życiową aż do swojej śmierci. W obrazach kobiet, które Kirchner namalował w latach 1911–1918 obie siostry stały się charakterystycznym wzorcem spacerującej kokoty. Erna z wyrazistym profilem i ostrym podbródkiem, o twarzy surowej i władczej była przeciwieństwem Gerdy, mającej delikatne rysy twarzy i wydatne usta. Obie siostry stały się dla Kirchnera „formalnym ideałem nowoczesnej kobiety” reprezentującej „fizyczne, kobiece piękno”. Ich szczupłe, lekko różniące się od wilhelmińskiego ideału sylwetki stały się teraz dla artysty nowym, cielesnym typem tak zwanej „kobiety z miasta”.

## Opis
Gerda Schilling przedstawiona została jako półpostać o precyzyjnie oddanej twarzy z podkreślonymi ustami. Jest modnie ubrana, w sposób w jaki ubierano się w kosmopolitycznym Berlinie około 1914 roku. Jej włosy oraz strój: kapelusz, futro, kołnierz i kurtka i ożywione tło z tańczącą parą z lewej strony namalował Kirchner w typowej dla siebie kolorystyce jako płaszczyzny ostrego błękitu i zielonkawej żółcieni z akcentami czerwieni, fioletu i czarnego konturu okalającego wyraźnie oddaną twarz tancerki, w której zaakcentowane zostały jej usta.